# Kormos
Kormos (1899-ig Gromos, szlovákul: Hromoš) község Szlovákiában, az Eperjesi kerület Ólublói járásában.

## Fekvése
Ólublótól 13 km-re délkeletre, a Poprád déli, folyásirány szerint jobb oldalán fekszik.

## Története
Az 1580-as években a birtokos Horváth család kezdeményezésére a palocsai uradalom területén telepített falu. 1600-ban „Gromos” néven egy adóösszeírásban említik először, akkor 8 háztartás volt a településen. Lakói földművesek, pásztorok, takácsok és erdei munkások voltak. 1787-ben 31 házát 266 fő lakta.
A 18. század végén Vályi András így ír róla: „GROMOS Tót falu Sáros Vármegyében, földes Ura B. Palotsay Uraság, lakosai katolikusok, fekszik Plavnitzához nem meszsze, mellynek filiája, határjának egy része jó, réttyei meg lehetősek, legelője, fája is elég van, de más fogyatkozásai miatt, harmadik Osztálybéli.”
1828-ban 33 ház és 394 lakos volt a faluban.
Fényes Elek 1851-ben kiadott geográfiai szótárában így ír a faluról: „Gromos, orosz falu, Sáros vmegyében: 118 romai, 273 görög kath. lak. Fekszik Palocsához nyugotra 1/2 órányira. Vizimalom. Fenyves. F. u. b. Palocsai Horváth. Ut. p. Eperjes.”
A trianoni diktátum előtt Sáros vármegye Héthársi járásához tartozott.
1945. január 23-án foglalta el a szovjet hadsereg. Termelőszövetkezete 1952-ben alakult. Az elektromos áramot 1955-ben vezették be a faluba. 1962-ben megindult a buszközlekedés, 1963-ban felépült a kultúrház. 1974-ben az alapiskola, 1978-ban a sportpálya készült el.

## Népessége
| Év:            | 1994. | 2004.   | 2014.   | 2024.   |
| -------------- | ----- | ------- | ------- | ------- |
| Emberek száma: | 520   | 527     | 517     | 515     |
| Eltérés:       |       | +1,34 % | -1,89 % | -0,38 % |

| Év:            | 2023. | 2024.   |
| -------------- | ----- | ------- |
| Emberek száma: | 509   | 515     |
| Eltérés:       |       | +1,17 % |

1910-ben 515, túlnyomórészt szlovák lakosa volt.
2001-ben 527 lakosából 524 szlovák volt.
2011-ben 498 lakosából 483 szlovák.

## Híres személyek
- Itt szolgált Ruscsák Antal (1804-1887) római katolikus plébános, több megye táblabírája.

## Nevezetességei
- Szent Lukács evangélista tiszteletére szentelt görögkatolikus temploma 1895-ben épült. Egyhajós templom sokszögű szentéllyel. Ikonosztáza 1919-ben készült neobarokk stílusban. „Krisztus az olajfák hegyén” mellékoltára 1895-ben készült.